# Schabinka
Schabinka (belarussisch Жабінка) ist eine Stadt in der Breszkaja Woblasz im Südwesten von Belarus mit rund 10.000 Einwohnern. Die Stadt Schabinka ist das administrative Zentrum des Rajons Schabinka.
Die Ortschaft entstand in der zweiten Hälfte des 19. Jahrhunderts im Zusammenhang mit dem Bau der Eisenbahnlinie Brest–Moskau, welche im Jahre 1971 durch Uezd Kobryn verlief.

## Wappen
Beschreibung: In Blau ein silberner Wellendeichsel mit einer dreiblättrigen weißen Blüte und kurzen grünen Kelchblättern und schwarzen Butzen vom Froschbiss Hydrocharis morsus-ranae L. in allen Winkeln.
Die Deichsel soll die Flüsse stilisieren. Es ist Zhabinka (Жабінка), ein Nebenfluss der Muchawca und Muchawiec, ein Nebenfluss des Bugs.

## Persönlichkeiten
- Maybe Baby (* 1995), Sängerin und Rapperin